# Latrodectus
Latrodectus (Walckenaer, 1805) è un genere di ragni appartenente alla famiglia Theridiidae, note con il nome comune di vedove o malmignatte.
Include circa una trentina di specie, tutte velenose, una delle quali è presente anche in Italia.
Appartiene al genere anche la nota vedova nera, il cui morso non è particolarmente doloroso ma il cui veleno è molto pericoloso anche per l'uomo e, in rari casi, mortale.

## Comportamento
Il loro carattere è comunque particolarmente schivo, difficilmente lasciano la loro tela. I rari casi di morsi a persone accadono generalmente quando il ragno viene disturbato o la sua tela distrutta.

## Distribuzione
Sono distribuite in gran parte del globo, in particolare nella fascia tropicale e subtropicale, in tutta l'area Mediterranea ma anche in gran parte delle zone temperate.
In Italia è presente solo la specie Latrodectus tredecimguttatus volgarmente chiamata malmignatta o vedova nera mediterranea. Prende anche il nome di ragno di Volterra in Toscana, bottone nell'alto Lazio e a nord di Roma, Arza, Argia o s'Alza in Sardegna e in Liguria.

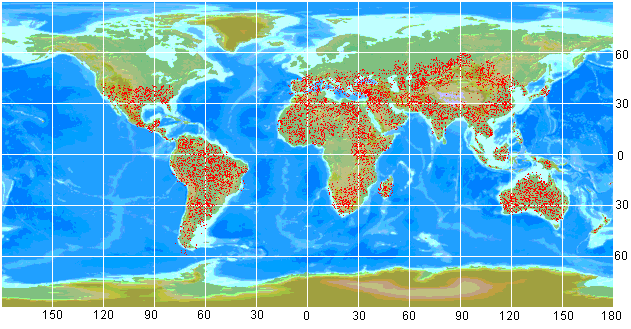
Diffusione del genere Latrodectus nel mondo

## Specie

### Latrodectus dell'Europa, Africa settentrionale e Medio Oriente
- Latrodectus dahli Levi, 1959 - dal Marocco all'Asia centrale
- Latrodectus hystrix Simon, 1890 - Yemen, Socotra
- Latrodectus lilianae Melic, 2000 - Spagna, Algeria
- Latrodectus pallidus O. P.-Cambridge, 1872 - isole Capo Verde, dalla Libia all'Asia centrale; comunemente nota come vedova bianca
- Latrodectus revivensis Shulov, 1948 - Israele
- Latrodectus tredecimguttatus (Rossi, 1790) - dal Mediterraneo alla Cina, comunemente nota come malmignatta o vedova nera mediterranea; unica specie rinvenuta anche in Italia.

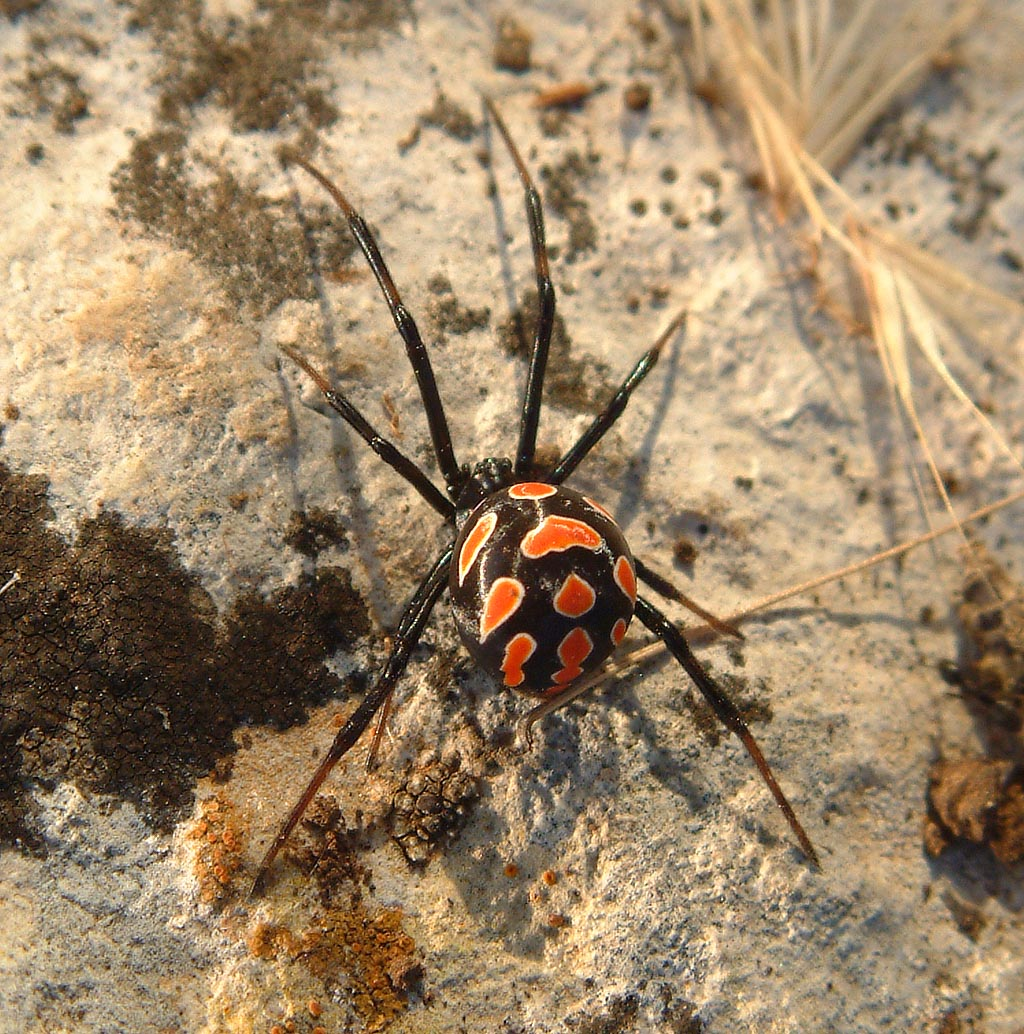
Esemplare femmina di Latrodectus tredecimguttatus

### Latrodectus dell'America settentrionale
- Latrodectus bishopi Kaston, 1938 - USA, detta comunemente vedova rossa
- Latrodectus hesperus Chamberlin & Ivie, 1935 - America settentrionale, in Israele probabilmente introdotta
- Latrodectus mactans (Fabricius, 1775) - probabilmente originaria solo dell'America settentrionale e altrove introdotta; è la rinomata vedova nera
- Latrodectus variolus Walckenaer, 1837 - USA, Canada

### Latrodectus dell'America centrale e meridionale
- Latrodectus antheratus (Badcock, 1932) - Paraguay, Argentina
- Latrodectus apicalis Butler, 1877 - isole Galapagos
- Latrodectus corallinus Abalos, 1980 - Argentina
- Latrodectus curacaviensis (Müller, 1776) - Piccole Antille, America meridionale
- Latrodectus diaguita Carcavallo, 1960 - Argentina
- Latrodectus mirabilis (Holmberg, 1876) - Argentina
- Latrodectus quartus Abalos, 1980 - Argentina
- Latrodectus thoracicus Nicolet, 1849 - Cile
- Latrodectus variegatus Nicolet, 1849 - Cile, Argentina

### Latrodectus del Africa centrale e del Madagascar
- Latrodectus cinctus Blackwall, 1865 - Africa, isole Capo Verde, Kuwait
- Latrodectus indistinctus O. P.-Cambridge, 1904 - Namibia, Sudafrica
- Latrodectus karooensis Smithers, 1944 - Sudafrica
- Latrodectus menavodi Vinson, 1863 - Madagascar, isole Comore, isola di Aldabra
- Latrodectus obscurior Dahl, 1902 - isole Capo Verde, Madagascar
- Latrodectus renivulvatus Dahl, 1902 - Africa, Arabia Saudita, Yemen
- Latrodectus rhodesiensis Mackay, 1972 - Africa meridionale

### Latrodectus dell'Asia

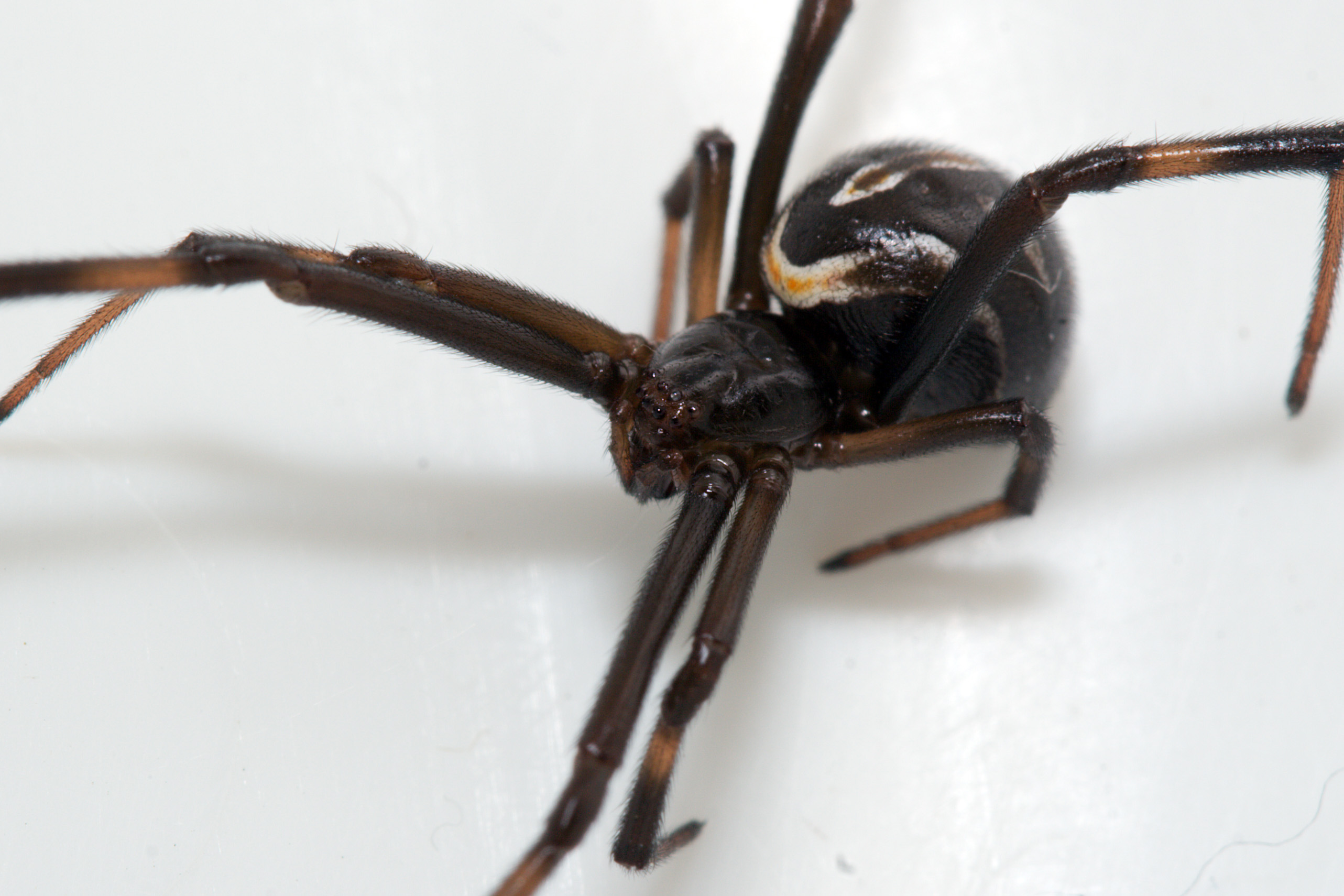
Esemplare femmina di Latrodectus hesperus

- Latrodectus elegans Thorell, 1898 - India, Birmania, Cina, Giappone
- Latrodectus erythromelas Schmidt & Klaas, 1991 - India, Sri Lanka

### Latrodectus dell'Australia e Oceania
- Latrodectus hasselti Thorell, 1870 - dall'Asia sudorientale all'Australia, Nuova Zelanda
- Latrodectus katipo Powell, 1871 - Nuova Zelanda

### Latrodectus presenti in tutto il mondo
- Latrodectus geometricus C. L. Koch, 1841 - cosmopolita, comunemente nota come vedova marrone.

### Sinonimi
- Latrodectus atritus Urquhart, 1890; posta in sinonimia con L. katipo a seguito di un lavoro degli aracnologi Vink et al. del 2008[1]